# Роберт Ферстеманн
Роберт Ферстеманн  (нім. Robert Förstemann, 5 березня 1986) — німецький велогонщик, олімпійський медаліст.

## Виступи на Олімпіадах
| Олімпіада   | Дисципліна       | Місце |
| ----------- | ---------------- | ----- |
| Лондон 2012 | командний спринт | 3     |

## Зовнішні посилання
- Досьє на sport.references.com